# Olio di mandorle

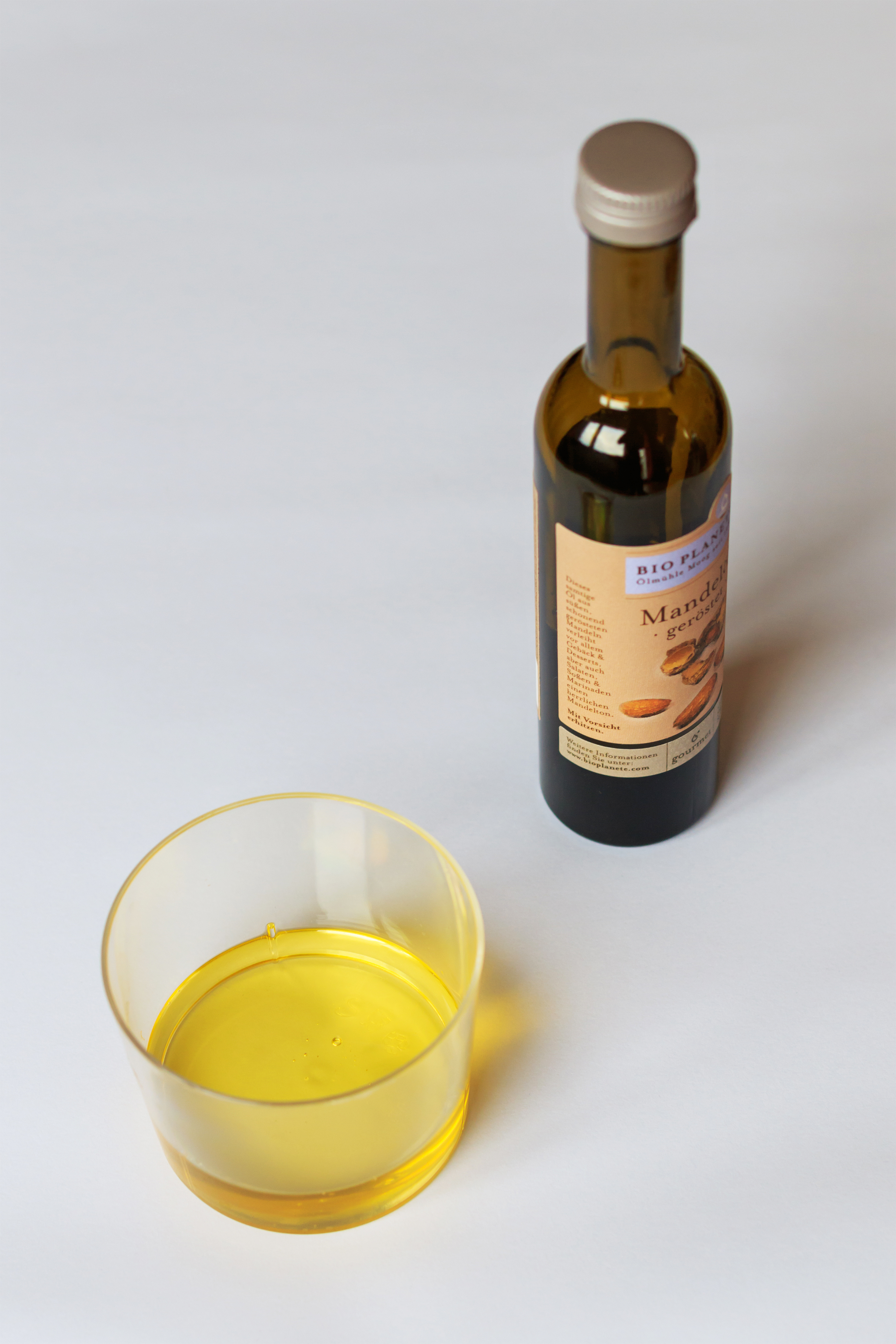
Una bottiglia di olio di mandorle

L'olio di mandorle è un olio fisso prodotto a partire dai semi del mandorlo, Prunus dulcis varietà dulcis e amara. Esiste anche un olio essenziale estratto dai semi della sola varietà Prunus dulcis amara dopo che sono state estratte le componenti lipidiche (olio fisso). 
Mentre l'olio fisso è un olio composto prevalentemente da trigliceridi, particolarmente richiesto dall'industria cosmetica come emolliente o olio da massaggio, l'olio essenziale, composto prevalentemente da benzaldeide, viene utilizzato soprattutto come aroma, per la sua nota di amaretto.
L'olio fisso raffinato e vergine (non raffinato) è descritto dalla Farmacopea Europea, per la quale l'olio di mandorle può essere estratto dalla varietà dolce, come da quella amara, come da entrambe miscelate. La concentrazione di lipidi nei semi della varietà dolce può raggiungere il 60% mentre nella varietà amara difficilmente supera il 45%.
L'olio essenziale, estratto dalla varietà amara può contenere dall'1 all'8% amigdalina glicosidica, dalla quale può essere rilasciato per scissione enzimatica acido cianidrico tossico. L'acido cianidrico viene normalmente rimosso dall'olio essenziale estratto da mandorle amare con un processo di raffinazione alcalina prima di un'ulteriore distillazione.
L'olio fisso da mandorle amare non raffinato può avere una caratteristica nota aromatica dovuta a concentrazioni di benzaldeide dell'ordine di 1-10ppm. Per ridurre la concentrazione di amigdalina nei semi, questi possono venir tostati prima di procedere all'estrazione. L'olio fisso di mandorle assume un leggero sapore di nocciola.
All'olio fisso di mandorle dolci è stato attribuito nome INCI:PRUNUS AMYGDALUS DULCIS OIL con numero CAS 8007-69-0 / 90320-37-9 e numero EINECS 291-063-5.
All'olio fisso di mandorle amare spremuto a freddo è stato attribuito nome INCI: PRUNUS AMYGDALUS AMARA KERNEL COLD PRESSED OIL con numero CAS 90320-35-7 e numero EINECS 291-063-5. 
All'olio essenziale di mandorle amare è stato attribuito nome INCI: PRUNUS AMYGDALUS AMARA KERNEL OIL  numero CAS 8013-76-1 / 8015-75-6

## Estrazione
Come altri oli di semi ad alto tenore di lipidi (>50%)  l'olio di mandorle può essere estratto utilizzando solo sistemi meccanici a temperature inferiori ai 45 °C, ottenendo oli che nel mercato alimentare possono essere definiti "vergini"con un alto valore organolettico e nutrizionale. L'estrazione meccanica dell'olio ha però una resa più bassa con conseguente perdita economica. Nell'industria oleochimica è più comune l'estrazione con solventi organici che richiede un processo di raffinazione a valle. Negli oli di alto valore o per utilizzi specifici è possibile anche l'estrazione usando come solvente un gas in stato supercritico o subcritico che non comporta, in genere, una successiva raffinazione. La tecnica di estrazione può influire sulla qualità e commerciabilità dell'olio di mandorle, dove considerando il posizionamento sul mercato viene spesso offerto nella versione "vergine".

## Caratteristiche chimico fisiche
Le caratteristiche chimico fisiche degli oli vegetali possono variare in funzione del processo di estrazione e raffinazione.
A temperatura ambiente è liquido e si presenta come una sostanza oleosa di colore giallo più o meno tenue.
I valori standard dell'olio di mandorle non raffinato sono:
| Caratteristiche chimico fisiche dell'olio mandorle non raffinato | Caratteristiche chimico fisiche dell'olio mandorle non raffinato |
| ---------------------------------------------------------------- | ---------------------------------------------------------------- |
| Densità relativa (g/ml)                                          | 0,911-0,929                                                      |
| indice di rifrazione a 20 °C                                     | 1,468-1,473                                                      |
| numero di saponificazione (mg KOH/g olio)                        | 183 – 207                                                        |
| numero di iodio                                                  | 85 - 109                                                         |
| materia insaponificabile (g/kg)                                  | ≤20                                                              |

## Composizione
In tutti gli oli vegetali la composizione può variare in funzione della cultivar, delle condizioni ambientali, della raccolta e della lavorazione. 
L'olio fisso di mandorle è composto prevalentemente da trigliceridi con la seguente distribuzione tipica di acidi grassi, come proposto nel Codex Alimentarius.
| Composizione tipica dell'olio di mandorle | Composizione tipica dell'olio di mandorle | Composizione tipica dell'olio di mandorle |
| ----------------------------------------- | ----------------------------------------- | ----------------------------------------- |
| acido grasso                              | Notazione Delta                           | concentrazione/(min-max)%                 |
| acido miristico                           | 14:0                                      | ND-0,1                                    |
| acido palmitico                           | 16:0                                      | 4–9                                       |
| acido palmitoleico                        | 16:1Δ9c                                   | 0,2-0,8                                   |
| acido margarico                           | 17:0                                      | ND-0,2                                    |
| acido eptadecenoico                       | 16:1Δ10c                                  | ND-0,2                                    |
| acido stearico                            | 18:0                                      | ND–3                                      |
| acido oleico                              | 18:1Δ9c                                   | 62–76                                     |
| acido linoleico                           | 18:2Δ9c,12c                               | 20–30                                     |
| acido α-linolenico                        | 18:3Δ9c,12c,15c                           | ND–0,5                                    |
| acido arachico                            | 20:0                                      | ND–0,5                                    |
| acido gadoleico                           | 20:1Δ11c                                  | ND–0,3                                    |
| acido eicosadienoico                      | 20:2Δ11c,14c                              | ND                                        |
| acido beenico                             | 22:0                                      | ND–0,2                                    |
| acido erucico                             | 22:1Δ13c                                  | ND-0,1                                    |
| acido lignocerico                         | 24:0                                      | ND-0,2                                    |
| acido nervonico                           | 24:1                                      | ND                                        |
| Legenda: ND, Non Determinato o ≤0,05%     |                                           |                                           |

La distribuzione di acidi grassi dell'olio di mandorle è molto simile a quella di altri oli vegetali di costo molto inferiore, pertanto è particolarmente alto il rischio adulterazione.
L'alta concentrazione di acidi grassi polinsaturi e monoinsaturi lo rende particolarmente suscettibile all'auto-ossidazione, che può essere ritardata dai tocoli naturalmente presenti o da antiossidanti addizionati.
| concentrazione tocoli rilevata su oli non raffinati | concentrazione tocoli rilevata su oli non raffinati |
| Sostanza                                            | mg/kg                                               |
| --------------------------------------------------- | --------------------------------------------------- |
| Tocoli totali                                       | 20 - 600                                            |
| Alfa-tocoferolo                                     | ND-10                                               |
| Beta-tocoferolo                                     | ND-104                                              |
| Gamma-tocoferolo                                    | ND-5                                                |
| Delta-tocoferolo                                    | ND                                                  |
| Alfa-tocotrienolo                                   | ND                                                  |
| Gamma-tocotrienolo                                  | ND                                                  |
| Delta-tocotrienolo                                  | ND                                                  |
| Legenda: ND= Non Determinato                        |                                                     |

La concentrazione totale di steroli rilevata su oli non raffinati è 1590-4590 mg/kg.
| distribuzione percentuale degli steroli rilevata su oli non raffinati | distribuzione percentuale degli steroli rilevata su oli non raffinati |
| Sostanza                                                              | % sul totale degli steroli                                            |
| --------------------------------------------------------------------- | --------------------------------------------------------------------- |
| Colesterolo                                                           | ND - 1,0                                                              |
| Brassicasterolo                                                       | ND - 0,3                                                              |
| Campesterolo                                                          | 2 - 5                                                                 |
| Stigmasterolo                                                         | 0,4 - 4                                                               |
| Β-sitosterolo                                                         | 73 – 86                                                               |
| Delta-5-avenasterolo                                                  | 5 – 14                                                                |
| Delta-7-stigmastenolo                                                 | ND – 3                                                                |
| Delta-7-avenasterolo                                                  | ND – 3                                                                |
| altri steroli                                                         | ND - 6                                                                |
| Legenda: ND= Non Determinato                                          |                                                                       |

Altri componenti minori dell'olio fisso di mandorle rilevati in alcuni studi sono: squalene (96-116 mg/kg) fenoli con aldeidi, soprattutto benzaldeide (1,35–7,52 mg/kg nell'olio vergine), terpeni, soprattutto fitolo e geranilgeranolo, e alcoli che gli conferiscono una caratteristica nota aromatica.